# Abiko (metropolitana di Osaka)
Abiko (我孫子駅?, Abiko-eki) è una stazione della metropolitana di Osaka situata nell'area sud della città. Spesso il nome della stazione è indicato in hiragana anziché in kanji per la difficoltà della loro lettura da parte delle persone comuni.